# Malu Spart, Giurgiu
Malu Spart este un sat ce aparține orașului Bolintin-Vale din județul Giurgiu, Muntenia, România.

## Istoric
Satul Malu Spart, aflat pe malul drept al Argeșului, constituie cea de-a doua entitate ca mărime și importanță a orașului Bolintin Vale. Deși, din punct de vedere administrativ, o lungă perioadă Malu Spart și Bolintinul din Vale s-au aflat în județe diferite, destinele le-au fost strâns legate prin intermediul mănăstirii Bunavestire și. mai apoi, mănăstirii Mihai Vodă. De la prima atestare și până la înființarea comunelor, Malu Spart a făcut parte din județul Vlașca și a fost întotdeauna un important nod de legătură, un punct de trecere a Argeșului, spre Ilfov. Aici era locul în care Drumul Tătarului, bretea de legătură ce venea din drumul Neajlovului, se unea cu râul Argeșului, trecând apoi râul. 
Între Malu Spart și mănăstirea Bunavestire de la Bolintin au existat raporturi dintre cele mai strânse. Prima atestare documentară a satului datează din 2 martie 1626, când voievodul Alexandru Coconul închina mănăstirea Bunavestire să fie „metoh și supusă la Simopetra”, cu toate satele ei, printre care și „satul Malu Spart din sud Vlașca.”

## Etimologie
Malu Spart este un nume compus care descrie pe de o parte locul unde este așezat - pe un mal, pe o înălțime, lângă apă - precum și un accident geologic ce a avut loc într-o epocă nu foarte îndepărtată, când zona era locuită, pentru ca oamenii să aibă cunoștință de el. 
Un alt înțeles pe care îl poate avea cuvântul „mal” este acela de vad, de loc de trecere, loc îngustat. Cuvântul „mal” este derivat din latinescul malleus (ciocan), mai degrabă decât dintr-un termen trac.

## Scoala
Scoala din Malu Spart este Scoala Gimnaziala Nr. 1 Malu Spart. Directorul scolii este Mirela Jurubita (profesoara de istorie).